# 二萼喉毛花
二萼喉毛花（学名：Comastoma disepalum）为龙胆科喉毛花属下的一个种。